# Philipp Melanchthon
Philipp Melanchthon (ejtsd: filip melankton), született Philipp Schwartzerdt (Bretten (Pfalz), 1497. február 16. – Wittenberg, 1560. április 19.) német teológus, reformátor, Luther Márton munkatársa.

## Életpályája
Eredeti nevét görög fordításban használta (eredeti német jelentése: "fekete föld"). Heidelbergben és Tübingenben tanult, ahol már 1514-ben előadásokat tartott Arisztotelész filozófiája és a klasszikusok köréből. 1518-ban a görög nyelv és irodalom tanára lett Wittenbergben. Itt csakhamar Lutherhez csatlakozott, tiszta gondolkodást és világos kifejezési módot adott Luther eszméihez, dialektikai ügyességéhez és exegétikai jártasságához. Szelíden mérsékelni igyekezett Luther heveskedő kitöréseit. 1521-ben adta ki Loci Communes Rerum Theologicarum című művét, amely az első nagy protestáns munka a dogmatikai teológia területén, és a szerző életében több mint 50 kiadásban jelent meg. Az Ágostai hitvallás készítésében (1530) rendkívül fontos szolgálatot tett a protestantizmus ügyének. 1541-ben Wormsba és csakhamar ezután Regensburgba ment, hogy az ottani értekezleteken védje a protestantizmus érdekeit, de míg engedékenysége kárba veszett a pápai követnél, a saját pártját is maga ellen ingerelte engedményeivel.
Luther halála után még inkább elvesztette a lutheránusok bizalmát mind a római katolikusoknak a békesség kedvéért tett engedményeivel, mind az úrvacsorai tanban a kálvini irányhoz való közeledésével. Élete végéig folytonos teológiai vitákba bonyolódott, amelyek rendkívül bántották békés lelkületét. Kora tanárként nagyra becsülte, a „Praeceptor Germaniae” (Némethon Mestere) jelzőt adományozták neki. Európa minden részéből özönlöttek hozzá a hallgatók. Írt egy görög és egy latin grammatikát, kommentárokat adott ki több klasszikus íróról, a Septuagintáról, bibliai könyvekről; írt erkölcsi irányú műveket; szerkesztett hivatalos okmányokat, nyilatkozatokat, értekezéseket, válasziratokat; széles körű levelezést folytatott barátaival és kora vezetőivel. Összes művét Bretschneider adta ki Corpus Reformatorum című nagy munkájában (28 köt., 1834–60).

## Műveinek magyarországi kiadásai
- Scripta quadam magni illius Philippi Melanthonis … quibus manifestissime declaravit, quid de sacra Domini coena senserit …, Kolozsvár, 1560

## Magyarul megjelent művei
- Melanchthon Fülöp levele, melyet 1553. okt. 12-dikén Körmöczbánya szab. kir. városához intézett; szöveggond. Križko Pál; Hornyánszky Ny., Bp., 1897 (A Luther-Társaság kiadványa)
- Apologia azaz Az ágostai hitvallás védelme; ford. Mayer Endre; Luther-Társaság, Bp., 1900 (A Luther-Társaság kiadványa)
- Melancthon beszéde Luther koporsója felett; ford. Paulik János; Igehirdető, Nagybánya, 1907
- Apológia, az Ágostai hitvallás védőirata; ford., tan. Bohus Imre, jegyz. Reuss András; Luther, Bp., 2017 (Konkordiakönyv)
- Értekezés a pápa hatalmáról és elsőbbségéről; in: Luther Márton: Schmalkaldeni cikkek; ford. Groó Gyula, tan., jegyz. Reuss András; Luther, Budapest, 2019 (Konkordiakönyv)
- Ágostai hitvallás; tan., jegyz. Reuss András, ford. Bódi Emese, Reuss András; 2. jav., átdolg. kiad.; Luther, Bp., 2021 (Konkordiakönyv)